# Ballobar
Ballobar (aragonesisch und katalanisch Vallobar) ist eine Gemeinde in der Provinz Huesca der Autonomen Gemeinschaft Aragonien in Spanien. Sie liegt in der Comarca Bajo Cinca am rechten Ufer des Río Alcanadre.

## Geschichte
Im Jahr 1212 gab König Peter II. von Aragonien den Ort an das Kloster Santa María de Sigena. 1268 verkaufte König Jakob I. von Aragonien die Landstadt und Burg Ballobar an die Gräfin Constanza von Urgel. Jakob II. von Aragonien überließ den Ort 1294 dem Wilhelm von Moncada.

## Bevölkerung
| 1900 | 1910 | 1930 | 1940 | 1950 | 1960 | 1970 | 1981 | 1986 | 1992 | 1999 | 2004 |
| ---- | ---- | ---- | ---- | ---- | ---- | ---- | ---- | ---- | ---- | ---- | ---- |
| 2395 | 2354 | 2032 | 1967 | 1594 | 1498 | 1335 | 1203 | 1232 | 1155 | 1071 | 1012 |

## Sehenswürdigkeiten
- Pfarrkirche Mariä-Himmelfahrt
- Einsiedeleien San Juan Bautista, Nuestra Señora de Loreto und San Roque

## Persönlichkeiten
- Josep Alegre i Vilas (1940–2024), römisch-katholischer Ordenspriester